# Fed Cup 2012 – baráž 1. skupiny zóny Asie a Oceánie
Baráž 1. skupiny zóny Asie a Oceánie ve Fed Cupu 2012 představovala čtyři vzájemná utkání týmů, které obsadily stejné pořadí v blocích A a B. Vítěz zápasu družstev z prvních příček postoupil do baráže o účast ve Světové skupině II pro rok 2013. Družstva, která se umístila na druhém místě obou bloků spolu sehrála zápas o konečnou 3. a 4. pozici. Poslední týmy v obou blocích nastoupily k utkání, z něhož poražený sestoupil do 2. skupiny zóny Asie a Oceánie pro rok 2013. 
Hrálo se 4. února 2012 v areálu Shenzhen Luohu Tennis Centre čínského města Šen-čen, a to na otevřených dvorcích s tvrdým povrchem. 

## Pořadí týmů
| Poř. | Blok A     | Blok B      |
| ---- | ---------- | ----------- |
| 1.   | Čína       | Kazachstán  |
| 2.   | Tchaj-wan  | Thajsko     |
| 3.   | —          | Jižní Korea |
| 4.   | Uzbekistán | Indonésie   |

## Zápas o postup
Vítězné týmy bloků sehrály zápas o postup do baráže o účast ve Světové skupině II pro rok 2013.

### Čínská lidová republika vs. Kazachstán
| | Čínská lidová republika | 2 :                                                            | 0   | Kazachstán |     |            |
| --- | ----------------------- | -------------------------------------------------------------- | --- | ---------- | --- | ---------- |
| Shenzhen Luohu Tennis Centre, Šen-čen, Čínská lidová republika 4. února 2012 tvrdý (venku) |                         |                                                                |     |            |     |            |
| \| \| \| \| 1. \| 2. \| 3. \| \| \| -- \| \| -------------------------------------------------------------- \| --- \| --- \| --- \| ---------- \| \| 1. \| \| Pcheng Šuaj Jaroslava Švedovová \| 6 3 \| 3 6 \| 6 1 \| \| \| 2. \| \| Li Na Galina Voskobojevová \| 6 1 \| 3 6 \| 6 1 \| \| \| 3. \| \| Čang Šuaj / Čeng Ťie Sesil Karatančevová / Jaroslava Švedovová \| \| \| \| nehrálo se \| \| \| \| \| \| \| \| \| \| \| \| \| \| \| \| \| \| \| \| \| \| \| \| \| \| \| \| \| \| \| \| \| \| \| \| \| \| \| \| \| |                         |                                                                |     |            |     |            |
| |                         |                                                                | 1.  | 2.         | 3.  |            |
| 1. |                         | Pcheng Šuaj Jaroslava Švedovová                                | 6 3 | 3 6        | 6 1 |            |
| 2. |                         | Li Na Galina Voskobojevová                                     | 6 1 | 3 6        | 6 1 |            |
| 3. |                         | Čang Šuaj / Čeng Ťie Sesil Karatančevová / Jaroslava Švedovová |     |            |     | nehrálo se |
| |                         |                                                                |     |            |     |            |
| |                         |                                                                |     |            |     |            |
| |                         |                                                                |     |            |     |            |
| |                         |                                                                |     |            |     |            |
| |                         |                                                                |     |            |     |            |

## Zápas o 3. místo
Druhé týmy bloků sehrály zápas o třetí a čtvrté místo 1. skupiny zóny.

### Tchaj-wan vs. Thajsko
| | Tchaj-wan | 2 :                                                                              | 1   | Thajsko |     |  |
| --- | --------- | -------------------------------------------------------------------------------- | --- | ------- | --- |  |
| Shenzhen Luohu Tennis Centre, Šen-čen, Čínská lidová republika 4. února 2012 tvrdý (venku) |           |                                                                                  |     |         |     |  |
| \| \| \| \| 1. \| 2. \| 3. \| \| \| -- \| \| -------------------------------------------------------------------------------- \| --- \| ---- \| --- \| \| \| 1. \| \| Sie Šu-wej Varatchaya Wongteanchaiová \| 7 5 \| 6 3 \| \| \| \| 2. \| \| Čang Kchaj-čen Tamarine Tanasugarnová \| 6 3 \| 6 4 \| \| \| \| 3. \| \| Čan Jung-žan / Čuang Ťia-žung Noppawan Lertcheewakarnová / Nungnadda Wannasuková \| 6 3 \| 6 78 \| 5 7 \| \| \| \| \| \| \| \| \| \| \| \| \| \| \| \| \| \| \| \| \| \| \| \| \| \| \| \| \| \| \| \| \| \| \| \| \| \| \| \| \| \| |           |                                                                                  |     |         |     |  |
| |           |                                                                                  | 1.  | 2.      | 3.  |  |
| 1. |           | Sie Šu-wej Varatchaya Wongteanchaiová                                            | 7 5 | 6 3     |     |  |
| 2. |           | Čang Kchaj-čen Tamarine Tanasugarnová                                            | 6 3 | 6 4     |     |  |
| 3. |           | Čan Jung-žan / Čuang Ťia-žung Noppawan Lertcheewakarnová / Nungnadda Wannasuková | 6 3 | 6 78    | 5 7 |  |
| |           |                                                                                  |     |         |     |  |
| |           |                                                                                  |     |         |     |  |
| |           |                                                                                  |     |         |     |  |
| |           |                                                                                  |     |         |     |  |
| |           |                                                                                  |     |         |     |  |

## Zápas o udržení
Týmy na posledních místech bloků, třetí z bloku A a čtvrtý z bloku B, sehrály zápas o udržení. Poražený sestoupil do 2.skupiny zóny Asie a Oceánie pro rok 2013.

### Uzbekistán vs. Indonésie
| | Uzbekistán | 3 :                                                                               | 0   | Indonésie |     |  |
| --- | ---------- | --------------------------------------------------------------------------------- | --- | --------- | --- |  |
| Shenzhen Luohu Tennis Centre, Šen-čen, Čínská lidová republika 4. února 2012 tvrdý (venku) |            |                                                                                   |     |           |     |  |
| \| \| \| \| 1. \| 2. \| 3. \| \| \| -- \| \| --------------------------------------------------------------------------------- \| --- \| --- \| --- \| \| \| 1. \| \| Nigina Abdurajmovová Jessy Rompiesová \| 6 4 \| 5 7 \| 6 4 \| \| \| 2. \| \| Akgul Amanmuradovová Ayu Fani Damayanti \| 6 2 \| 6 1 \| \| \| \| 3. \| \| Nigina Abdurjamovová / Iroda Tuljaganovová Ayu Fani Damayanti / Lavinia Tanantová \| 6 1 \| 6 3 \| \| \| \| \| \| \| \| \| \| \| \| \| \| \| \| \| \| \| \| \| \| \| \| \| \| \| \| \| \| \| \| \| \| \| \| \| \| \| \| \| \| \| |            |                                                                                   |     |           |     |  |
| |            |                                                                                   | 1.  | 2.        | 3.  |  |
| 1. |            | Nigina Abdurajmovová Jessy Rompiesová                                             | 6 4 | 5 7       | 6 4 |  |
| 2. |            | Akgul Amanmuradovová Ayu Fani Damayanti                                           | 6 2 | 6 1       |     |  |
| 3. |            | Nigina Abdurjamovová / Iroda Tuljaganovová Ayu Fani Damayanti / Lavinia Tanantová | 6 1 | 6 3       |     |  |
| |            |                                                                                   |     |           |     |  |
| |            |                                                                                   |     |           |     |  |
| |            |                                                                                   |     |           |     |  |
| |            |                                                                                   |     |           |     |  |
| |            |                                                                                   |     |           |     |  |

## Konečné pořadí
| Pořadí   | Tým         |
| -------- | ----------- |
| Postup   | Čína        |
| 2. místo | Kazachstán  |
| 3. místo | Tchaj-wan   |
| 4. místo | Thajsko     |
| 5. místo | Jižní Korea |
| 6. místo | Uzbekistán  |
| Sestup   | Indonésie   |

- Čínská lidová republika postoupila do baráže Světové skupiny II,
- Indonésie sestoupila do 2. skupiny zóny Asie a Oceánie pro rok 2013.